# Glaphyropyga tiarensis
Glaphyropyga tiarensis är en tvåvingeart som beskrevs av Ayala 1983. Glaphyropyga tiarensis ingår i släktet Glaphyropyga och familjen rovflugor.
Artens utbredningsområde är Venezuela. Inga underarter finns listade i Catalogue of Life.